# 海印寺
海印寺（：／ Haeinsa */?）是朝鮮佛教宗派曹溪宗的佛教總寺，位于韓國慶尚南道伽倻山。寺名源自《華嚴經》中之「海印三昧」。海印寺是著名佛經《高麗大藏經》的收藏地點，寺廟在1389年建成後一直將這份81258块木板雕刻而成的佛教經文木版保存在此。
海印寺是韓國三寶寺刹之一，代表佛法的「法」的傳播（另外兩者為通度寺及松廣寺）。它在近代實踐中心仍然是一個活躍的禪 （韓語：선）派 ，也是近代韓國具有影響力的和尚性徹（韓語：성철）住所，他在1993年於海印寺圓寂。

## 歷史
海印寺初建於公元802年。傳說因為兩名由唐朝修佛學成歸來的和尚-順應（韓語：순응）和利貞（韓語：이정）治好哀莊王（韓語：애장왕）的患病妻子。為了感謝佛祖的憐憫，哀莊王下令修建海印寺。   另外一個是根據崔致遠在900年的記載，順應先生和他的門徒利貞，得到了一位改信佛教的皇后的捐款支持而得以建成寺廟。
海印寺建築群在10世紀、公元1488年、公元1622年和公元1644年分別進行過翻新。而在希朗大師（韓語：희랑대사）作為寺廟主持期間，在高麗太祖的統治期間受到了贊助。海印寺在1817年因為大火被毀於一旦，隨即在1818年重建。  公元1964年進行另一次翻新期間，找到光海君的淡青色雲紋緞袍，他是在公元1622年進行翻新的君主並在廟的脊樑上的題字。
主殿是大寂光殿（韓語：대적광전），它在韓國的佛教主殿來說是非常不尋常的，因為其大廳裡主要供奉毗盧遮那佛，而其他大多數韓國寺廟是供奉釋迦牟尼。
海印寺寺內藏有「高麗大藏經」雕刻木版，1995年被聯合國教科文組織指定为世界遺產。教科文組織委員會注意到，由於海印寺藏有高麗大藏經的藏經板殿最大限度地利用自然條件進行科學設計的特點，沒有其他的歷史結構專門用於保存文物，其建築風格是獨一無二的，而所使用的保存技術特別巧妙。
寺廟中還藏有若干官方珍品，其中包括和尚的木雕和有趣的佛教繪畫，石塔以及燈籠。

### 危機

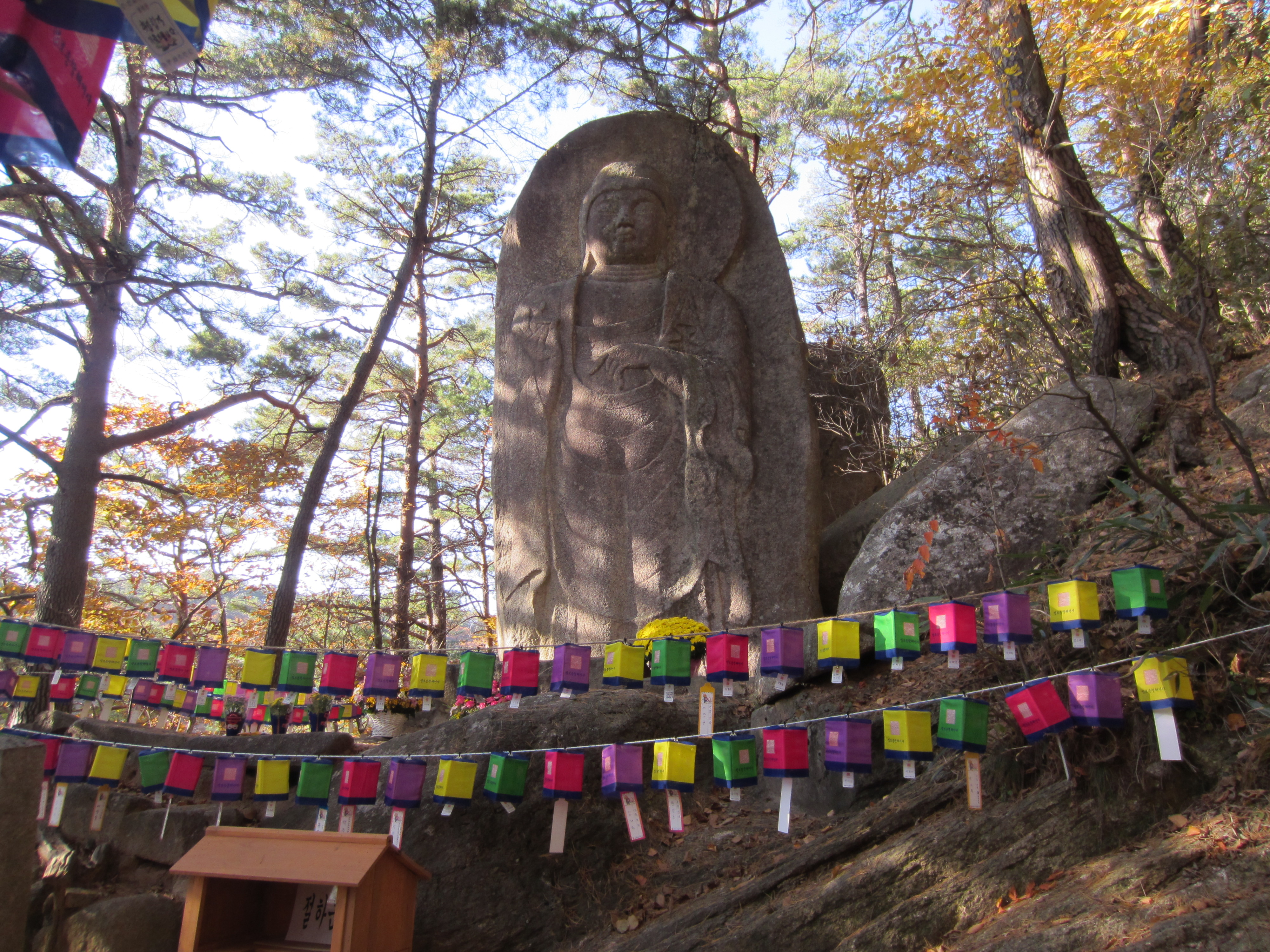
佛像寺廟的內部

在韓國脫離日本殖民後，韓戰爆發，海印寺面臨一個危機。在1951年9月仁川登陸戰後，韓國變成了左右戰爭戰局的地區，隨後朝鮮軍隊因被聯合國軍切斷退路導致上千名殘餘的朝鮮士兵圍繞海印寺進行游擊戰。聯合國部隊的四個轟炸機奉命前往轟炸海印寺。然而，轟炸機指揮官金英煥（韓語：김영환）因為擔心海印寺的高麗大藏經會因轟炸行動摧毀而沒有服從命令。而正因為他沒有執行命令，令海印寺沒有受到轟炸，得以渡過是次危機。海印寺在寺內立了一個金英煥將軍八萬大藏經守護功績碑（韓語：김영환 장군 팔만대장경 수호 공적비），以示尊敬。

## 八萬大藏經  (國寶第52號)

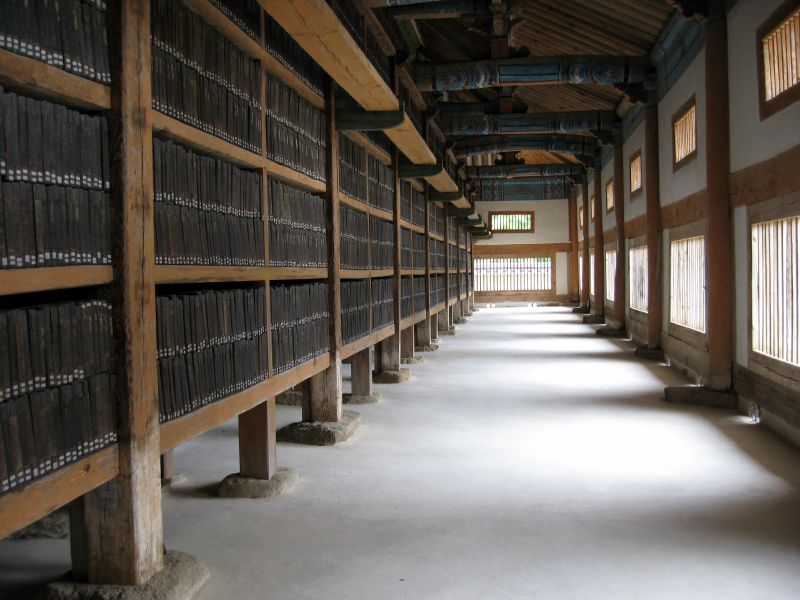
在海印寺的高麗大藏經木雕

存放地點即藏經板殿建築群是高麗大藏經在海印寺的木板保管處，在1962年12月20日被韓國政府指定為韓國國寶，也是世界上最大的木製儲藏設施之一。 值得注意的是，在壬辰之亂期間，殿內大廳沒有受到損害。另外，在1818年的火災中，大部分寺廟建築物倖免於難。 據了解，藏經板殿在朝鮮戰爭期間遇襲了七場嚴重的火災和一次近乎轟炸，在近乎轟炸的一次因為一名飛行員不服從命令而倖免於難，因為他記得這座寺廟內存有是無價的珍寶。
藏經板殿建築群是寺內最古老部分以及的存放高麗大藏經81,258块木板雕刻地點。 雖然藏經板殿的確切建成日期是不詳，但據信世祖大王 在1457年對藏經板殿進行過擴建和翻新。該建築群由四個大廳組成，矩形排列，但風格非常樸素，因為它是用作存放佛經的設施。北大廳叫做法寶殿（법보당,佛法廳），南大廳叫修多羅藏（佛經廳）。 這兩個主要的大廳長60.44米，寬8.73米，高7.8米。兩間客房各有15間帶兩間相鄰房間的客房。此外，同樣設有東西兩個小廳，內設兩個小圖書館。

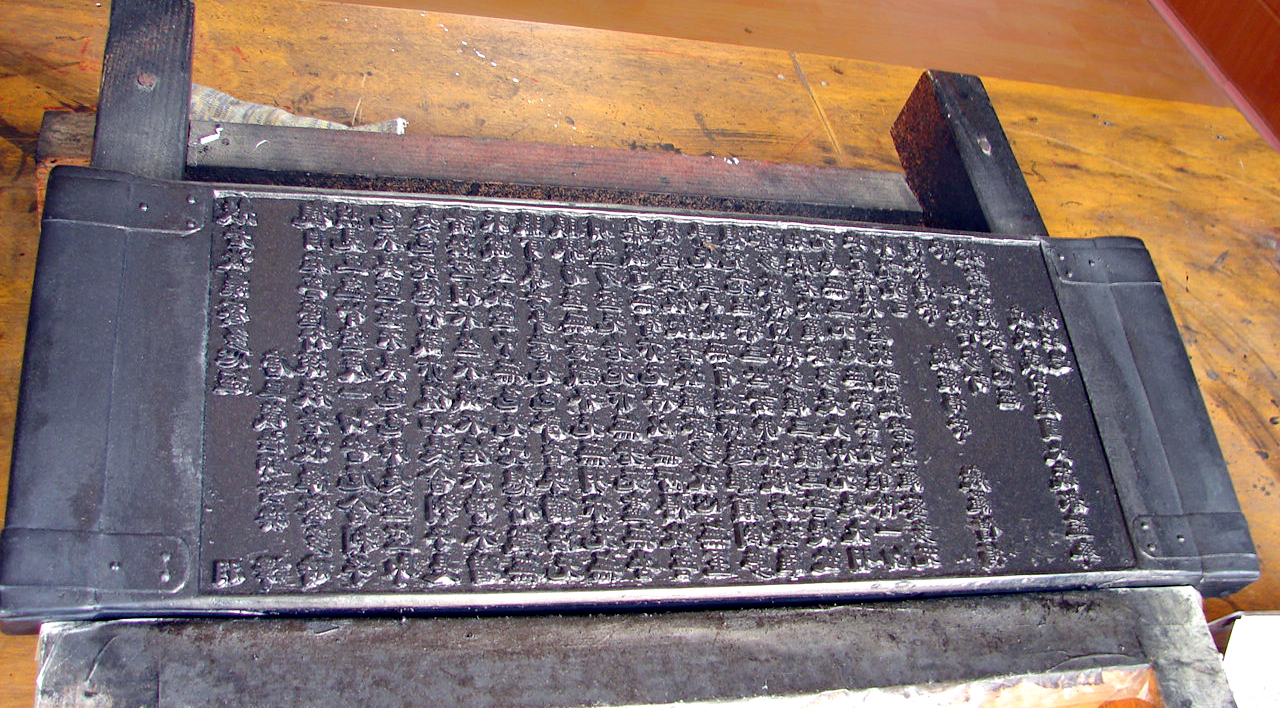
一個高麗大藏經木雕的副本，用於允許遊客在海印寺綜合場地上繪製木版畫。參見: 木雕圖片.

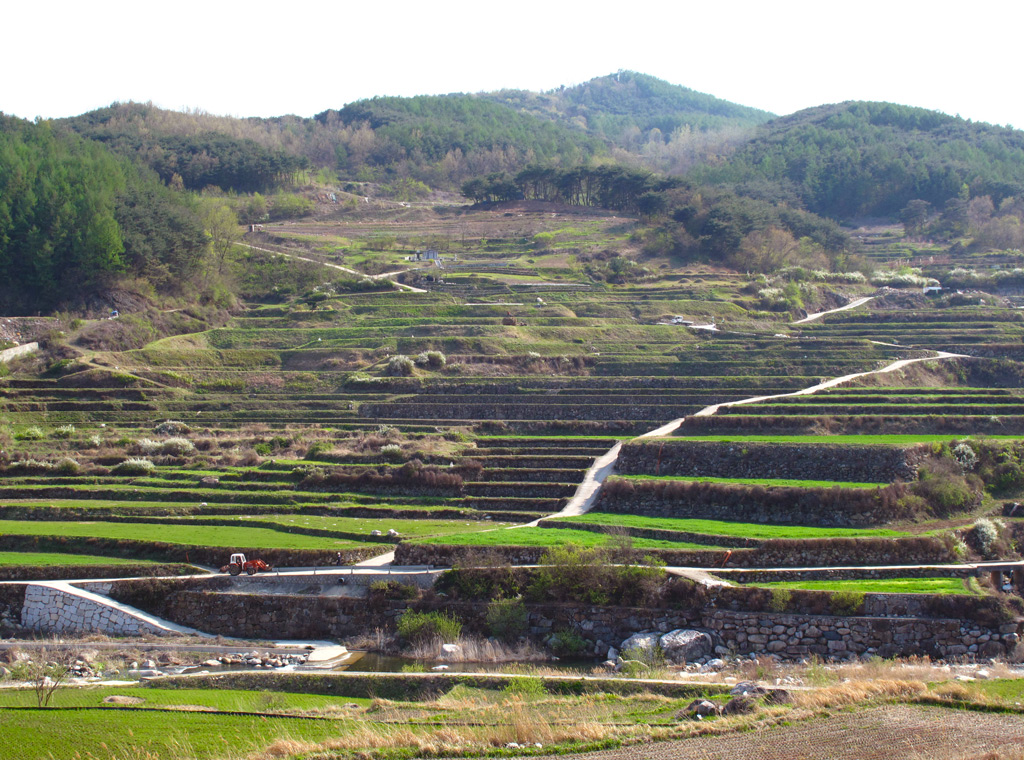
海印寺周邊農地的水稻梯田

有幾個巧妙的保存技術被用於保護木製印刷塊。設計者還利用大自然，以協助保護藏經。存放處的建築群建於海拔655米以上的寺廟最高點。藏經板殿面向西南，以避免從下面的山谷潮濕東南風易的影響和阻擋在山峰吹來的冷北風。設計者利用流體動力學原理，使用兩個主廳南北側的不同大小的窗戶進行通風。每個大廳都安裝了窗戶，以最大限度地實行通風和調節溫度的作用。而粘土地板充滿了木炭、鹽、石灰(氧化鈣)和沙子，通過它們來吸收空氣中多餘的水分來降低主廳內的濕度，這些水分在乾燥的冬季中保持不變。而建築肆的屋頂也是用粘土製成，以木椽子包住以防止溫度突然發生急劇變化。另外，建築群的任何部分都沒有暴露在陽光下。然而，動物、昆蟲和鳥類都沒有在建築群周圍出現的，而當中原因尚未清楚。而這些複雜的保護措施被廣泛認為是木塊是在如此美好的條件下能夠保存下來的原因。這些複雜的保護措施被廣泛地相信讓木雕刻可以在夢幻般的狀態保存到今天。
在1970年，保育單位曾經採用了現代保存技術，建造了一個現代化的倉儲式建築群，但是當寺內木雕中的木塊被發現有霉變時，預期使用的移動技術被取消，木塊仍然留在海印寺內至今。

## 旅遊
海印寺還提供寺廟住宿方案，遊客可以在這裡體驗佛教文化。

## 圖片集

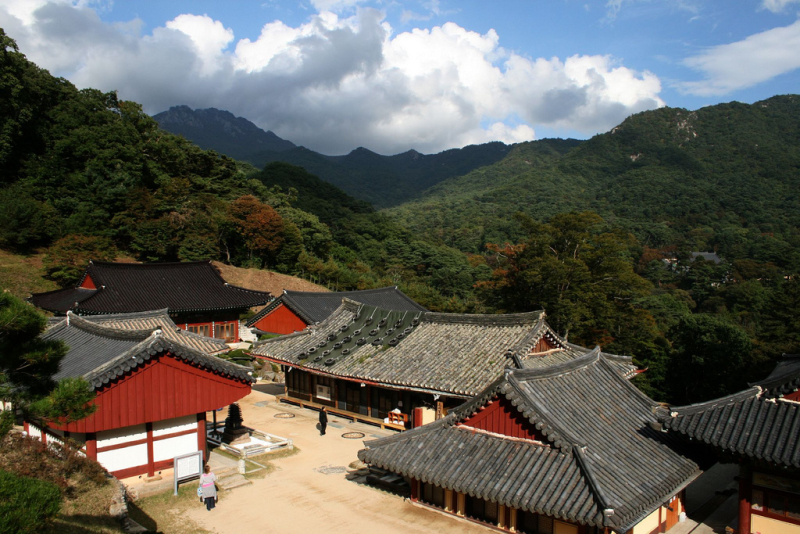
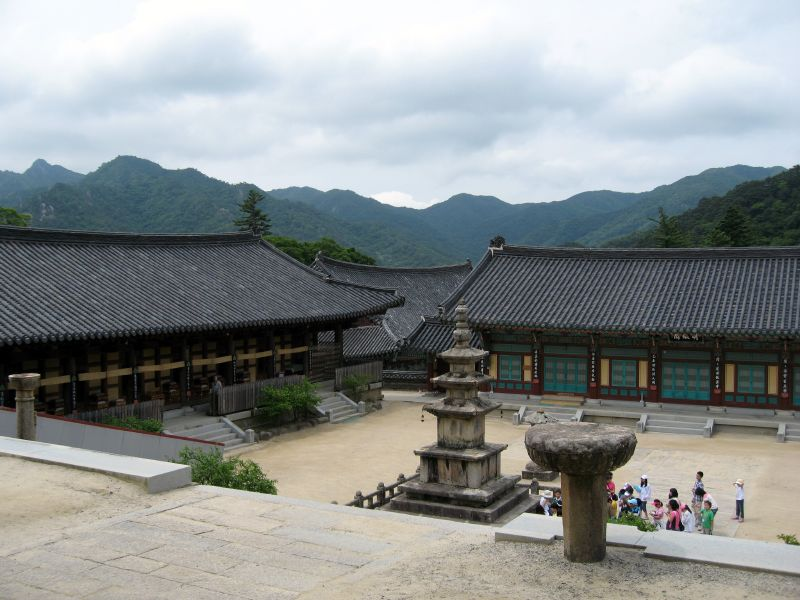
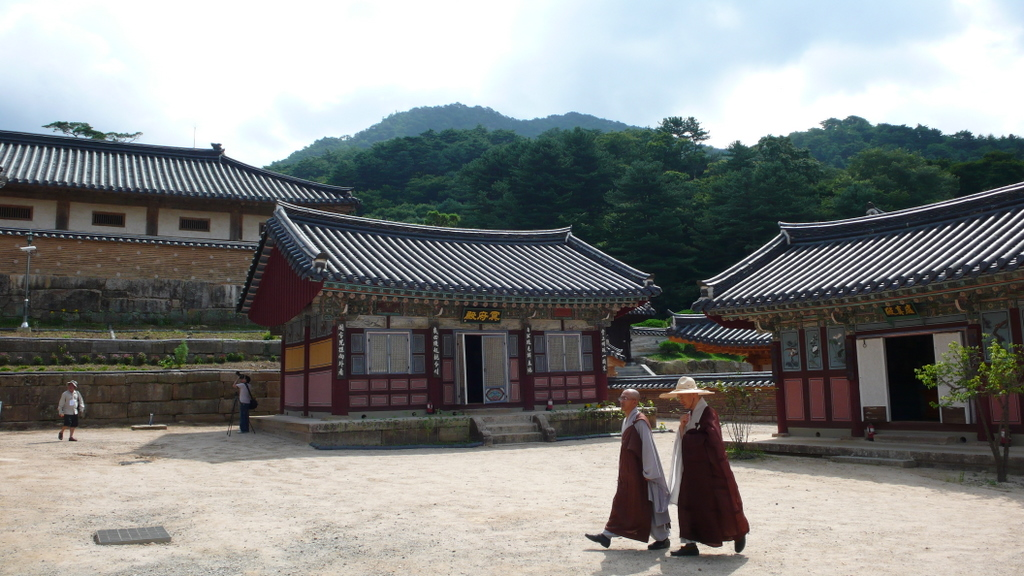
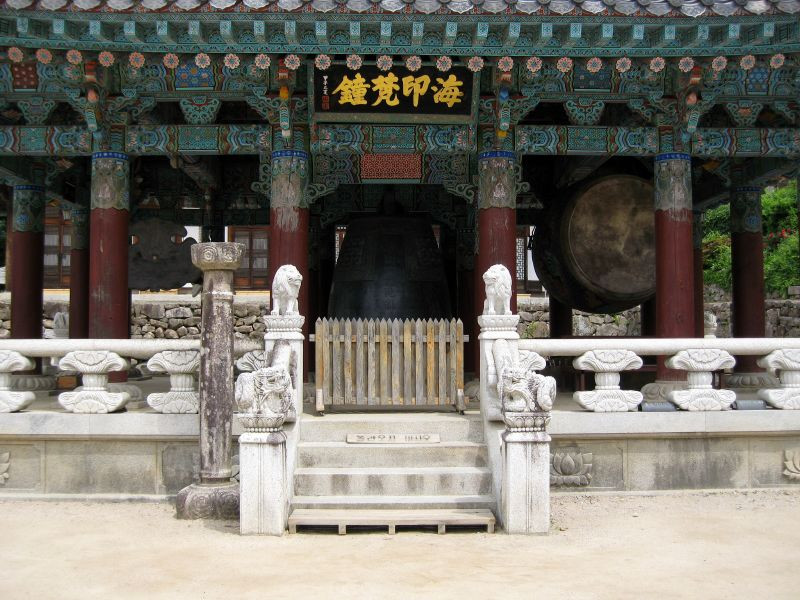
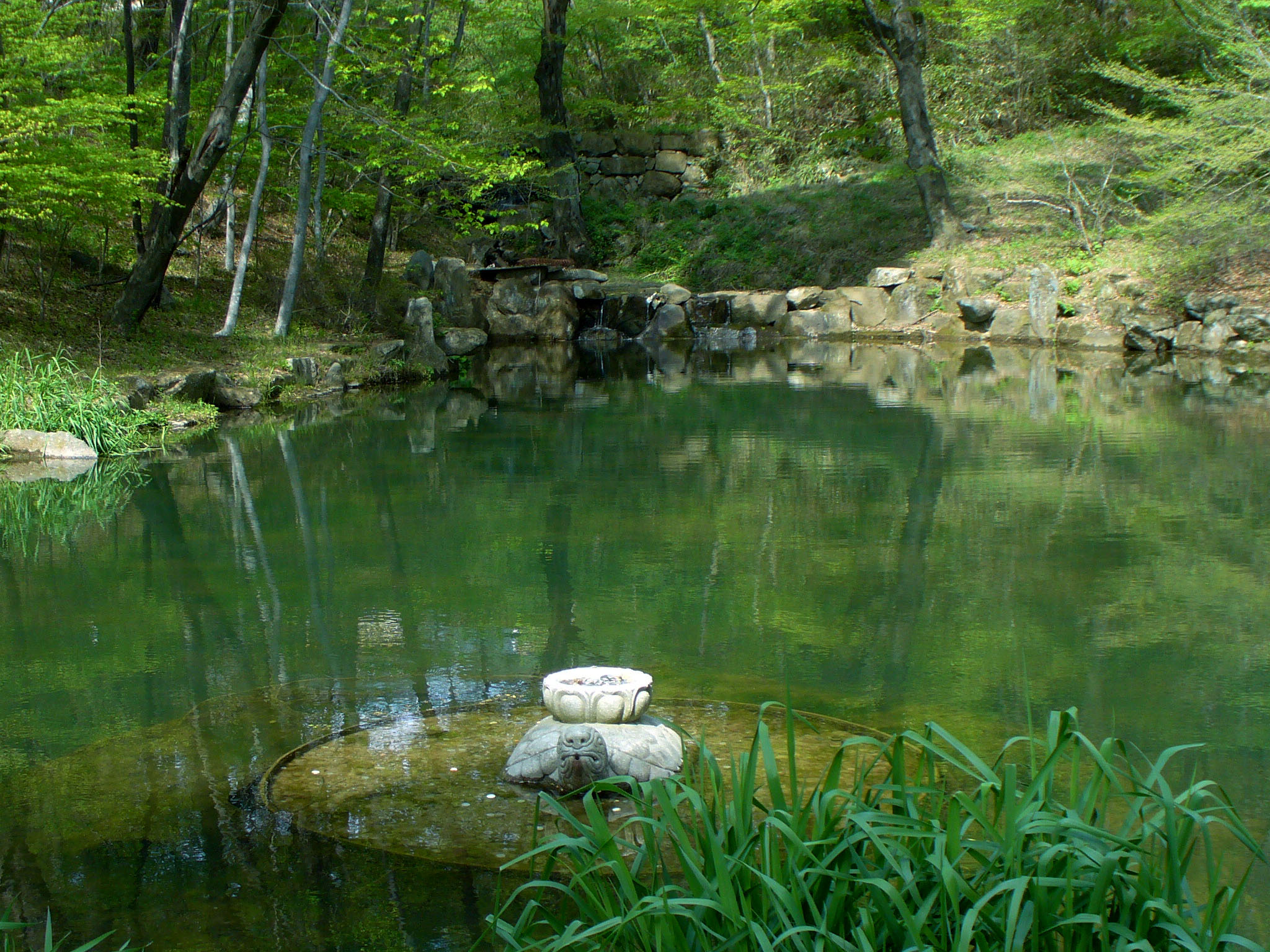

## 外部連結
- 亞洲歷史建築: 海印寺 （页面存档备份，存于） （英文）
- 韓國文化財產部對於海印寺和 高麗大藏經管理頁面，
- 佛教的數字詞典 (請以guest身份登入)（英文）
- 聯合國教科文組織:海印寺藏經板殿 （页面存档备份，存于） （英文）
- 文化遺產: 海印寺藏經板殿[永久] （英文）
- 海印寺 :官方旅遊網站 （页面存档备份，存于） （英文）